# Gryllacris signifera
Gryllacris signifera is een rechtvleugelig insect uit de familie Gryllacrididae. De wetenschappelijke naam van deze soort is voor het eerst geldig gepubliceerd in 1813 door Stoll.